# Кьонхян Сінмун
Кьонхян Сінмун (кор. 경향신문, ханча: 京鄕新聞) — велика щоденна газета, що видається в Південній Кореї. Її штаб-квартира розташована в Сеулі. Назва буквально означає «Газета Urbi et Orbi».

## Історія
«Кьонхян Сінмун» була заснований у 1946 році католицькою церквою, що пояснює її назву. До початку Корейської війни її редагував отець Пітер Рян, біженець з Півночі, її тираж становив 100 тисяч. «Кьонхян Сінмун» була тимчасово закрита у травні 1959 року адміністрацією Лі на підставі друку «неправдивих редакційних статей», але її друк відновився після продемократичної Квітневої революції 1960 року. Відсьогодні газета більше не пов'язана з Католицькою Церквою.
У 1974 році «Кьонхян Сінмун» об'єднала зусилля з Munhwa Broadcasting Corporation (MBC), таким чином утворивши нову компанію Munhwa Broadcasting-Kyunghyang Shinmun Company. Партнерство тривало до 1981 року, коли дві компанії були розділені через те, що вступив в дію Основний закон про пресу (кор. 언론기본법).
Пізніше в 1990 році вона стала власністю чеболів «Hanwha», але Hanwha відмовилася від контролю над газетою після азійської фінансової кризи 1997 року, у той самий час, коли конкурент Hanhwa, Hyundai, відмовився від власної щоденної газети «Мунхва Ільбо».

## Поточна діяльність газети
У 1998 році «Кьонхян Сінмун» стала незалежною газетою, яка є власності її працівників. Генеральний директор обирається працівниками; головний редактор, хоч і призначається генеральним директором, але має бути схвалений більшістю журналістів-працівників цієї газети.
У газеті працює 600 осіб, у тому числі 240 журналістів, та вона має іноземні бюро у Вашингтоні, Токіо і Пекіні. Повідомляється про те, що сайт газети має 1,3 мільйона щоденних відвідувачів та 6,2 мільйона щоденних переглядів сторінок. Компанія також видає щоденну спортивну газету («Спортс Кьонхян»), щотижневий журнал новин («Чуґан Кьонхян») і щомісячний журнал про стиль життя для жінок («Леді Кьонхян»).
«Ханкьоре» і «Кьонхян Сінмун» зазвичай вважаються «ліберальними» або «помірно прогресивними».